# Panaks
Panaks (lat. Panax), rod korisnih trajnica iz porodice brestanjevki rasprostranjen od Himalaja na istok do pacifičke obale Azije i istočnim predjelima Sjeverne Amerike
Biljke rodova panaks i eleuterokokus poznate su pod kolektivnim narodnim nazivom ginseng, i sve pripadaju porodici brestanjevki.

## Vrste
1. Panax assamicus R.N.Banerjee
2. Panax bipinnatifidus Seem.
3. Panax ginseng C.A.Mey.
4. Panax japonicus (T.Nees) C.A.Mey.
5. Panax notoginseng (Burkill) F.H.Chen
6. Panax pseudoginseng Wall.
7. Panax quinquefolius L.
8. Panax sokpayensis Shiva K.Sharma & Pandit
9. Panax stipuleanatus H.T.Tsai & K.M.Feng
10. Panax trifolius L.
11. Panax vietnamensis Ha & Grushv.
12. Panax wangianus S.C.Sun
13. Panax zingiberensis C.Y.Wu & Feng

- P. quinquefolius
- Panax ginseng, korijen
- Panax japonicus, plodovi
- Panax trifolius